# União das Freguesias de Brunhozinho, Castanheira e Sanhoane
Die União das Freguesias de Brunhozinho, Castanheira e Sanhoane ist eine portugiesische Gemeinde (Freguesia) im Kreis (Concelho) Mogadouro, Distrikt Bragança, im Nordosten Portugals.

## Geschichte
Die Gemeinde entstand im Zuge der Gebietsreform vom 29. September 2013 durch die Zusammenlegung der ehemaligen Gemeinden Brunhozinho, Castanheira und Sanhoane.
Sanhoane wurde Sitz der neuen Verwaltung.

## Demographie
| Freguesia | Freguesia                           | Freguesia | Freguesia       | ehemalige Freguesias | ehemalige Freguesias | ehemalige Freguesias | ehemalige Freguesias |
| --------- | ----------------------------------- | --------- | --------------- | -------------------- | -------------------- | -------------------- | -------------------- |
| Wappen    | Freguesia                           | Einwohner | Fläche in (km²) | Wappen               | Freguesia            | Einwohner            | Fläche in (km²)      |
|           | Brunhozinho, Castanheira e Sanhoane | 216       | 42,76           |                      | Brunhozinho          | 89                   | 15,78                |
|           | Brunhozinho, Castanheira e Sanhoane | 216       | 42,76           | Castanheira          | 77                   | 14,27                |                      |
|           | Brunhozinho, Castanheira e Sanhoane | 216       | 42,76           | Sanhoane             | 126                  | 12,69                |                      |